# Campeonato Mundial de Atletismo de 2005 - Lançamento de disco feminino
O lançamento de disco feminino no Campeonato Mundial de Atletismo de 2005 foi realizada no Estádio Olímpico, em Helsinque, na Finlândia, entre os dias 7 a 11 de agosto de 2005.

## Recordes
Antes desta competição, os recordes mundiais e do campeonato nesta prova eram os seguintes:
| Tipo                  | Atleta           | Distância | Local          | Data                 |
| --------------------- | ---------------- | --------- | -------------- | -------------------- |
|                       | Gabriele Reinsch | 76,80     | Neubrandenburg | 9 de julho de 1988   |
| Recorde do campeonato | Martina Hellmann | 71,62     | Roma           | 31 de agosto de 1987 |

## Medalhistas
| Ouro                  | Prata                | Bronze                          |
| Franka Dietzsch (GER) | Natalya Sadova (RUS) | Věra Pospíšilová-Cechlová (CZE) |

## Calendário
Todos os horários estão no horário local (UTC+2)
| Data         | Horário | Fase         |
| ------------ | ------- | ------------ |
| 7 de agosto  | 12:40   | Qualificação |
| 11 de agosto | 20:00   | Final        |

## Resultados

### Qualificação
Qualificação: 61.00 m (Q) ou as 12 melhores performances (q).
Grupo A
| Pos. | Atleta                    | Nacionalidade       | Tentativas | Tentativas | Tentativas | Marca | Notas |
| Pos. | Atleta                    | Nacionalidade       | 1          | 2          | 3          | Marca | Notas |
| ---- | ------------------------- | ------------------- | ---------- | ---------- | ---------- | ----- | ----- |
| 1    | Věra Pospíšilová-Cechlová | Chéquia             | 64.26      | –          | –          | 64.26 | Q     |
| 2    | Song Aimin                | China               | 64.15      | –          | –          | 64.15 | Q     |
| 3    | Dragana Tomašević         | Sérvia e Montenegro | 62.02      | –          | –          | 62.02 | Q     |
| 4    | Olena Antonova            | Ucrânia             | 58.28      | 60.01      | 61.05      | 61.05 | Q     |
| 5    | Joanna Wiśniewska         | Polónia             | 59.28      | 59.66      | 58.47      | 59.66 | q     |
| 6    | Elizna Naudé              | África do Sul       | 56.19      | x          | 58.93      | 58.93 |       |
| 7    | Oksana Yesipchuk          | Rússia              | x          | 57.71      | 58.32      | 58.32 |       |
| 8    | Marzena Wysocka           | Polónia             | x          | 57.44      | x          | 57.44 |       |
| 9    | Tereapii Tapoki           | Ilhas Cook          | x          | 49.22      | 50.92      | 50.92 |       |
| 10   | Aretha Thurmond           | Estados Unidos      | 45.43      | 47.15      | 41.88      | 47.15 |       |
| —    | Neelam Jaswant Singh      | Índia               |            |            |            | DSQ   | [ 3 ] |

Grupo B
| Pos. | Atleta            | Nacionalidade  | Tentativas | Tentativas | Tentativas | Marca | Notas |
| Pos. | Atleta            | Nacionalidade  | 1          | 2          | 3          | Marca | Notas |
| ---- | ----------------- | -------------- | ---------- | ---------- | ---------- | ----- | ----- |
| 1    | Natalya Sadova    | Rússia         | 63.65      | –          | –          | 63.65 | Q     |
| 2    | Franka Dietzsch   | Alemanha       | 63.53      | –          | –          | 63.53 | Q     |
| 3    | Nicoleta Grasu    | Roménia        | 62.06      | –          | –          | 62.06 | Q     |
| 4    | Anna Soderberg    | Suécia         | 56.50      | 56.70      | 59.94      | 59.94 | q     |
| 5    | Beatrice Faumuina | Nova Zelândia  | 59.81      | 57.36      | x          | 59.81 | q     |
| 6    | Ma Shuli          | China          | 59.43      | 58.07      | 59.13      | 59.43 | q     |
| 7    | Natalya Fokina    | Ucrânia        | 57.63      | 58.65      | 59.30      | 59.30 | q     |
| 8    | Yania Ferrales    | Cuba           | 58.38      | 57.86      | x          | 58.38 |       |
| 9    | Seilala Sua       | Estados Unidos | x          | x          | 57.68      | 57.68 |       |
| 10   | Becky Breisch     | Estados Unidos | x          | 57.16      | x          | 57.16 |       |
| 11   | Wioletta Potępa   | Polónia        | 56.31      | x          | x          | 56.31 |       |

### Final
A final ocorreu dia 11 de agosto às 20:00.
| Pos.              | Atleta                    | Nacionalidade       | Tentativas | Tentativas | Tentativas | Tentativas | Tentativas | Tentativas | Marca | Notas                |
| Pos.              | Atleta                    | Nacionalidade       | 1          | 2          | 3          | 4          | 5          | 6          | Marca | Notas                |
| ----------------- | ------------------------- | ------------------- | ---------- | ---------- | ---------- | ---------- | ---------- | ---------- | ----- | -------------------- |
| Medalha de ouro   | Franka Dietzsch           | Alemanha            | 64.89      | 64.08      | 64.36      | 66.56      | 65.29      | X          | 66.56 | Recorde da temporada |
| Medalha de prata  | Natalya Sadova            | Rússia              | 64.33      | 60.63      | 61.28      | 62.31      | 62.68      | 61.59      | 64.33 |                      |
| Medalha de bronze | Vera Pospíšilová-Cechlová | Chéquia             | 60.76      | 63.00      | X          | X          | 63.19      | X          | 63.19 |                      |
| 4                 | Beatrice Faumuina         | Nova Zelândia       | 62.73      | X          | 57.70      | 61.01      | 60.94      | 57.42      | 62.73 |                      |
| 5                 | Nicoleta Grasu            | Roménia             | 55.75      | X          | 62.05      | X          | X          | 61.49      | 62.05 |                      |
| 6                 | Ma Shuli                  | China               | 59.21      | 58.38      | 61.33      | 58.15      | 58.22      | 59.36      | 61.33 |                      |
| 7                 | Dragana Tomašević         | Sérvia e Montenegro | 60.56      | X          | X          | X          | 56.26      | 56.30      | 60.56 |                      |
| 8                 | Olena Antonova            | Ucrânia             | 59.37'     | 59.08      | 57.71      | 56.35      | X          | 56.19      | 59.37 |                      |
|                   |                           |                     |            |            |            |            |            |            |       |                      |
| 9                 | Natalya Fokina-Semenova   | Ucrânia             | 58.44      | 57.20      | 55.09      |            |            |            | 58.44 |                      |
| 10                | Song Aimin                | China               | 55.98      | 57.90      | X          |            |            |            | 57.90 |                      |
| 11                | Anna Söderberg            | Suécia              | X          | 57.41      | X          |            |            |            | 57.41 |                      |
| 12                | Joanna Wisniewska         | Polónia             | 57.06      | 55.64      | X          |            |            |            | 57.06 |                      |

Legenda
| Recorde mundial       | Recorde mundial (World record)               |                       | Recorde africano                      | Recorde africano (African) |                                           | Q | Classificado por posição (Qualified) |
| Recorde do campeonato | Recorde do campeonato (Championship record)  | Recorde da América    | Recorde da América (Americas)         | q                          | Classificado por melhor tempo (Qualified) |   |                                      |
| Melhor marca do ano   | Melhor marca do ano (World leading)          | Recorde asiático      | Recorde asiático (Asian)              | DNS                        | Não largou (Did not start)                |   |                                      |
| Recorde nacional      | Recorde nacional (National record)           | Recorde europeu       | Recorde europeu (European)            | DNF                        | Não terminou (Did not finish)             |   |                                      |
| Recorde pessoal       | Recorde pessoal do atleta (Personal best)    | Recorde da Oceania    | Recorde da Oceania (Oceania)          | DSQ / DQ                   | Desclassificado (Disqualified)            |   |                                      |
| Recorde da temporada  | Recorde da temporada do atleta (Season best) | Recorde sul-americano | Recorde sul-americano (South America) | NM                         | Sem marca (No mark)                       |   |                                      |